# Smulți
Smulți là một xã thuộc hạt Galați, România. Dân số thời điểm năm 2002 là 1629 người.